# Меддісон Браун
Меддісон Браун (англ. Maddison Brown, нар. 23 квітня 1997, Мельбурн, Австралія) – австралійська акторка та модель. Найвідоміша роль — Кірбі Андерс у мильній опері «Династія» в прайм-тайм The CW.

## Біографія
Має двох старших сестер, її сестра Еллісон грала в баскетбол за Австралію. 
У 5 років Браун почала зніматися, а  у 12 зацматись моделінгом. У 16 вона залишила середню школу та Австралію, щоб продовжити кар'єру моделі в Нью-Йорку. Батьки приїжджали з нею в перші кілька поїздок, але потім вона була сама.

## Кар'єра
У 6 років Браун дебютувала в телефільмі 2004 року Go Big з Джастіном Кларком. У розмові з Wonderland Magazine у 2015 році Браун розповіла, що дитяча акторська діяльність допомогла їй подолати відмову, що полегшило її перші кілька років роботи в моделінгу.
Незабаром після переїзду до Нью-Йорка Браун зялася з Ніколь Кідман у драматичному фільмі 2015 року «Чужа країна», описавши цей досвід як «чудовий» і «змінний у кар’єрі».
У 2016 році Браун знявся в австралійському драматичному серіалі «Інцидент з Кеттерінгом» разом із Елізабет Дебікі.
У 2018 році Браун приєдналася до акторського складу мильної опери The CW в прайм-тайм опері «Династія» в ролі Кірбі Андерс. Шоу знімалося в Атланті, і Браун знадобився деякий час, щоб пристосуватися, через тугу за домом.
Деякі з брендів, для яких Браун працювала: Calvin Klein, Miu Miu, Джейсон Ву і Джаспер Конран.
Браун є амбасадоркою Pantene і Longines.

## Особисте життя
У розмові з Vice у 2014 році Браун сказала, що мала проблеми з контактами з людьми свого віку, оскільки вона жила за кордоном і так довго працювала. Втративши права на проходження в австралійській середній школі, як-от випускний вечір і тиждень шкільного навчання, Браун сказала, що не надто заперечує, бо не захоплюється вечірками чи алкоголем.
У червні 2019 року Браун була на шоу Зака Санга, де зіграла F**k, Marry, Kill.  У жовтні 2019 року Браун була помічена у Нью-Йорку з Ліамом Гемсвортом.
Проживає в Атланті зі своєю собакою Поппі, але домом називає Сідней, Австралія. Вона називає себе нормальною людиною типу А, щасливою залишатися вдома та зберігати приватність.
У розмові з Harpers Bazaar Australia у 2020 році про те, як сприймають жінок у Голлівуді, Браун говорила: «Жінки все одно повинні бути в десять разів приємнішими і працювати в десять разів наполегливіше, щоб отримати ті самі можливості, що й чоловіки, у Голлівуді. І ви часто чуєте, як жінок називають примадоннами або з якими важко працювати, але ви чуєте це набагато менше про чоловіків. Це тому, що ми, як суспільство, більш готові називати жінок важкими».

## Фільмографія
| Рік       |    | Українська назва     | Оригінальна назва      | Роль         |
| --------- | -- | -------------------- | ---------------------- | ------------ |
| 2004      | тф |                      | Go Big                 | Джина        |
| 2015      | ф  | Чужа земля           | Strangerland           | Лілі Паркер  |
| 2016      | с  | Випадок у Кеттерінгу | The Kettering Incident | Анна Мейсі   |
| 2018—2022 | с  | Династія             | Dynasty                | Кірбі Андерс |